# Alfonso IV d'Aragona
Alfonso d'Aragona, detto il Buono o il Benigno (el Benigne) (Alfons in catalano, Alifonso in aragonese; Napoli, 4 novembre 1299 – Barcellona, 24 gennaio 1336), fu re di Aragona (come Alfonso IV), re di Valencia (come Alfonso II), re di Sardegna (come Alfonso I) e conte di Barcellona e d'Urgell (come Alfonso III) dal 1327 fino alla sua morte.

## Origine
Figlio secondogenito del re d'Aragona e di Valencia, conte di Barcellona e delle altre contee catalane Giacomo II il Giusto e di Bianca di Napoli.
|  |
|  |
|  |

## Biografia
Il 10 novembre 1314 Alfonso sposò, nella cattedrale di Lleida, la contessa di Urgell Teresa di Entenza (circa 1300 - † Saragozza 1327), figlia di Gombaldo, barone di Entença e signore di Alcolea e di Costanza d'Antillón, erede della contea di Urgell. Il matrimonio fu celebrato dopo la morte dello zio di Teresa il conte Ermengol X d'Urgell che, non avendo diretti discendenti, lasciò la contea a Teresa, figlia di sua sorella. Con questo matrimonio anche l'ultima contea della Catalogna che non ne faceva parte, entrò a fare parte della corona d'Aragona (escludendo le contee di Rossiglione e Cerdagna che erano legate al regno di Maiorca). Teresa morì, a Saragozza, il 27 ottobre 1327, cinque giorni prima del suocero Giacomo II, per cui non fu mai regina consorte.
Nel 1319 il fratello primogenito, Giacomo d'Aragona (1296-1334), procuratore generale di Catalogna, il 18 ottobre nel giorno delle nozze con Eleonora di Castiglia, la figlia del re di Castiglia, rifiutò di consumare il matrimonio fuggendo via da Gandesa e rinunciando al suo diritto al trono per ritirarsi in monastero, innescando così una situazione di malessere con il vicino regno. Alfonso divenne così l'erede della corona d'Aragona.
Nel 1323-1324, per conto di suo padre, conquistò la Sardegna con l'aiuto del ceto feudale aragonese: tra questi i Carroz; Alfonso invase la Sardegna nel 1323 per fare rispettare i diritti della corona d'Aragona e Cagliari cadde il 12 luglio 1324.
Ma nuove rivolte organizzate dai Genovesi e dai Pisani fecero rinviare la soluzione definitiva fino al giugno del 1326 quando Pisa rinunciò definitivamente a tutti i diritti sulla Sardegna.
In questo periodo, pur essendo era ancora infante, Alfonso concesse alla città di Cagliari il diritto di battere moneta. Da lui prese nome l'alfonsino d'argento e l'alfonsino minuto, monete aragonesi di Sardegna, battute poi anche dai suoi successori sino a Alfonso V il Magnanimo.
Nel 1327, alla morte del padre, Alfonso, che da soli cinque giorni era rimasto vedovo, gli subentrò nei titoli di re d'Aragona e di Valencia e di conte di tutte le contee catalane, escluse quelle di Rossiglione e Cerdagna e si premurò di riallacciare i rapporti con la Castiglia, per riparare all'offesa fatta, nel 1319, da suo fratello maggiore, Giacomo e anche con lo scopo di potere conquistare Granada.
Infatti il 5 febbraio 1329, nella cattedrale di Tarragona, Alfonso sposò, in seconde nozze, Eleonora di Castiglia.
Secondo il Chronicon Domini Joannis Emmanuelis il contratto di matrimonio fu siglato ad Ágreda, nel gennaio di quello stesso anno e secondo la Cronaca Piniatense Alfonso IV sposò Eleonora (la filla de Don Ferrando rey de Castiella…Alionor) che era già stata sposata con Giacomo (su hermano el infant Don Jayme), mettendo così fine ai contrasti con la Castiglia sorti nel 1319, per il matrimonio non consumato tra Eleonora stessa e il fratello maggiore di Alfonso, Giacomo d'Aragona.
Ristabiliti i buoni rapporti con la Castiglia, Alfonso IV propose al cognato, il re di Castiglia, Alfonso XI, una crociata contro il Sultanato di Granada, che Alfonso XI rifiutò in quanto intratteneva buoni rapporti con il re di Granada, che, nel 1331, sarebbe divenuto suo vassallo. Allora Alfonso IV, nel 1329, iniziò la crociata da solo, senza ottenere risultati di rilievo; ma, nel 1331, i Mori attaccarono il regno di Valencia, riuscendo a occupare le città di Orihuela ed Elche, che furono, con fatica, riconquistate. Nello stesso anno iniziò un tentativo di conquista di Almería che si protrasse sino al 1333 e si risolse con una disastrosa sconfitta. Dopo questa disfatta Alfonso venne a più miti consigli e, nel 1335, firmò la pace con il Sultanato di Granada.

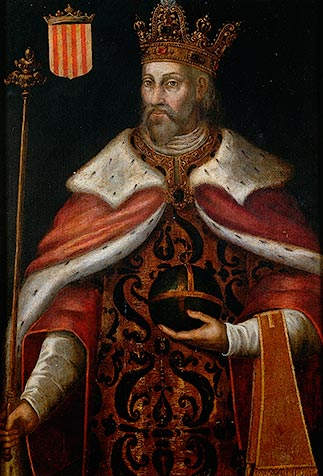
Ritratto immaginario di Alfonso IV, eseguito da Filippo Ariosto tra il 1587 e il 1588

Durante il suo regno la politica mediterranea del Regno di Aragona ricevette un forte impulso: Alfonso IV, tra il 1329 e il 1336, condusse una guerra con la Repubblica di Genova e in misura minore con la Repubblica di Pisa, durante la quale occupò Sassari. Tra il 1329 e il 1330 Alfonso cercò di ripopolare la Sardegna con genti provenienti dalla penisola iberica. Durante la guerra la flotta genovese mise un blocco ai porti catalani, in special modo a Barcellona; la cosa determinò una riduzione dei traffici, che portò a una situazione di grave penuria di generi alimentari, che sommata a un cattivo raccolto determinò una carestia nel biennio 1333-1334, che nella sola Barcellona causò circa 10 000 morti. Sempre durante la guerra la città di Sassari si ribellò tre volte e per tre volte fu domata.
Nel 1331, dopo la nascita del secondo figlio avuto da Eleonora di Castiglia, Alfonso dotò i due bambini di una parte del regno di Valencia, confinante con la Castiglia; ma questo frazionamento del regno scontentò oltre che l'erede al trono, il figlio di primo letto, Pietro IV il Cerimonioso anche i Valenciani che si opposero e che, nel 1333, approfittando che Alfonso e la sua corte si trovavano a Valencia, fecero su di lui una tale pressione (sostenendo che le donazioni erano contrarie ai loro fueros e ai loro privilegi), che il re appellandosi all'ordinanza di suo padre, Giacomo II, che dichiarò il regno indivisibile, non fece più le donazioni ai due figli più giovani.
Durante il suo regno Alfonso annesse, nell'attuale Grecia, alla corona d'Aragona il ducato di Atene e il ducato di Neopatria, situato nelle attuali regioni della Macedonia e della Tessaglia. Inoltre promosse la cultura e si interessò all'università di Lleida, fondata da suo padre, dotandola di quattro nuove aule per lo studio del diritto, dopo che, nel 1328, si era adoperato affinché ai professori dell'università fosse corrisposto un giusto salario. Adottò una politica molto tollerante (da cui il soprannome) nei confronti dei musulmani, più di suo padre e più dei suoi successori. Infine continuò la politica matrimoniale del padre di realizzare matrimoni con esponenti della casa reale e dell'aristocrazia, per ridurne il potere.
Nell'ottobre-novembre del 1335, pochi mesi prima di morire, essendo già ammalato, la sua seconda moglie Eleonora, con i due bambini nati dal loro matrimonio, si rifugiarono nel regno di Castiglia, per paura di un'eventuale rappresaglia dell'erede al trono, il figlio di primo letto, Pietro.
Alfonso morì il 27 gennaio 1336 a Barcellona e fu inumato nel monastero francescano della stessa Barcellona e solo in un secondo tempo la salma fu trasferita a Lleida, nella cattedrale. Essendo il suo primogenito morto bambino, il figlio secondogenito, Pietro gli succedette sul trono di Aragona come Pietro IV il Cerimonioso ereditando anche i regno di Valencia e Sardegna e tutte le contee catalane a eccezione della contea di Urgell, che andò al terzogenito Giacomo.

## Discendenza
Alfonso da Teresa di Entenza ebbe sette figli:
- Alfonso (1315– Balaguer, 1317).
- Costanza (1318- Montpellier, 1346), che sposò Giacomo III di Maiorca
- Pietro (1319–1387), re d'Aragona con il nome di Pietro IV il Cerimonioso
- Giacomo (1320– novembre 1347), conte di Urgell dal 1327.
- Isabella (Saragozza, 1323–1327)
- Federico (1325–?), morto giovane
- Sancho (Saragozza, ottobre 1327– dicembre 1327).

Alfonso da Eleonora ebbe due figli:
- Ferdinando (1329-1363), sposò Maria del Portogallo, figlia del re del Portogallo, Pietro I
- Giovanni (circa 1330-1358), signore di Elche, Biel e Bolsa, nel 1354, sposò Isabella Núñez di Lara. Dal 1355 alla sua morte, fu alfiere maggiore del re di Castiglia, suo cugino, Pietro il Crudele che lo fece assassinare.

## Ascendenza
|                        |                 |                       | Genitori                           |  |  | Nonni |  |  | Bisnonni             |  |  | Trisnonni            |  |
|                        |                 |                       |                                    |  |  |       |  |  | Giacomo I di Aragona |  |  | Pietro II di Aragona |  |
|                        |                 |                       |                                    |  |  |       |  |  | Giacomo I di Aragona |  |  | Pietro II di Aragona |  |
|                        |                 | Maria di Montpellier  |                                    |  |  |       |  |  | Giacomo I di Aragona |  |  |                      |  |
| Pietro III d'Aragona   |                 |                       |                                    |  |  |       |  |  | Giacomo I di Aragona |  |  |                      |  |
|                        |                 | Iolanda d'Ungheria    | Andrea II d'Ungheria               |  |  |       |  |  |                      |  |  |                      |  |
|                        |                 | Iolanda d'Ungheria    | Andrea II d'Ungheria               |  |  |       |  |  |                      |  |  |                      |  |
|                        |                 | Iolanda d'Ungheria    | Iolanda di Courtenay               |  |  |       |  |  |                      |  |  |                      |  |
| Giacomo II di Aragona  |                 | Iolanda d'Ungheria    |                                    |  |  |       |  |  |                      |  |  |                      |  |
|                        |                 | Manfredi di Sicilia   | Federico II di Svevia              |  |  |       |  |  |                      |  |  |                      |  |
|                        |                 | Manfredi di Sicilia   | Federico II di Svevia              |  |  |       |  |  |                      |  |  |                      |  |
|                        |                 | Manfredi di Sicilia   | Bianca Lancia                      |  |  |       |  |  |                      |  |  |                      |  |
| Costanza di Sicilia    |                 | Manfredi di Sicilia   |                                    |  |  |       |  |  |                      |  |  |                      |  |
|                        |                 | Beatrice di Savoia    | Amedeo IV di Savoia                |  |  |       |  |  |                      |  |  |                      |  |
|                        |                 | Beatrice di Savoia    | Amedeo IV di Savoia                |  |  |       |  |  |                      |  |  |                      |  |
|                        |                 | Beatrice di Savoia    | Margherita di Borgogna             |  |  |       |  |  |                      |  |  |                      |  |
| Alfonso IV di Aragona  |                 | Beatrice di Savoia    |                                    |  |  |       |  |  |                      |  |  |                      |  |
|                        | Carlo I d'Angiò | Luigi VIII di Francia |                                    |  |  |       |  |  |                      |  |  |                      |  |
|                        | Carlo I d'Angiò | Luigi VIII di Francia |                                    |  |  |       |  |  |                      |  |  |                      |  |
|                        | Carlo I d'Angiò | Bianca di Castiglia   |                                    |  |  |       |  |  |                      |  |  |                      |  |
| Carlo II d'Angiò       | Carlo I d'Angiò |                       |                                    |  |  |       |  |  |                      |  |  |                      |  |
|                        |                 | Beatrice di Provenza  | Raimondo Berengario IV di Provenza |  |  |       |  |  |                      |  |  |                      |  |
|                        |                 | Beatrice di Provenza  | Raimondo Berengario IV di Provenza |  |  |       |  |  |                      |  |  |                      |  |
|                        |                 | Beatrice di Provenza  | Beatrice di Savoia                 |  |  |       |  |  |                      |  |  |                      |  |
| Bianca di Napoli       |                 | Beatrice di Provenza  |                                    |  |  |       |  |  |                      |  |  |                      |  |
|                        |                 | Stefano V d'Ungheria  | Béla IV d'Ungheria                 |  |  |       |  |  |                      |  |  |                      |  |
|                        |                 | Stefano V d'Ungheria  | Béla IV d'Ungheria                 |  |  |       |  |  |                      |  |  |                      |  |
|                        |                 | Stefano V d'Ungheria  | Maria Lascaris di Nicea            |  |  |       |  |  |                      |  |  |                      |  |
| Maria Arpad d'Ungheria |                 | Stefano V d'Ungheria  |                                    |  |  |       |  |  |                      |  |  |                      |  |
|                        |                 | Elisabetta dei Cumani | Köten, capotribù dei Cumani        |  |  |       |  |  |                      |  |  |                      |  |
|                        |                 | Elisabetta dei Cumani | Köten, capotribù dei Cumani        |  |  |       |  |  |                      |  |  |                      |  |
|                        |                 | Elisabetta dei Cumani | …                                  |  |  |       |  |  |                      |  |  |                      |  |
|                        |                 | Elisabetta dei Cumani |                                    |  |  |       |  |  |                      |  |  |                      |  |